# Rackersberg
Rackersberg ist ein Gemeindeteil der Stadt Pottenstein im Landkreis Bayreuth (Oberfranken, Bayern). Rackersberg liegt in der Gemarkung Tüchersfeld.

## Lage
Das Dorf liegt in der Fränkischen Schweiz, auf freier Flur knapp 3 km nordwestlich von Pottenstein. Eine Verbindungsstraße führt ins benachbarte Tüchersfeld und zur Kreisstraße BT 26.

## Geschichte
Der Ort wurde 1119 als „Raikersberg“ erstmals urkundlich erwähnt und war Ausstattungsgut des Klosters Michelfeld. Der Ortsname bedeutet Berg des Hreitgēr, was auf einen Gründer oder früheren Besitzer hinweist.
Im Jahr 1829 hatte der Ort 94 Einwohner.
Der Gemeindeteil der ehemaligen Gemeinde Tüchersfeld wurde im Zuge der Gebietsreform in Bayern zusammen mit seinem Hauptort im Jahr 1972 nach Pottenstein eingegliedert.

## Baudenkmäler

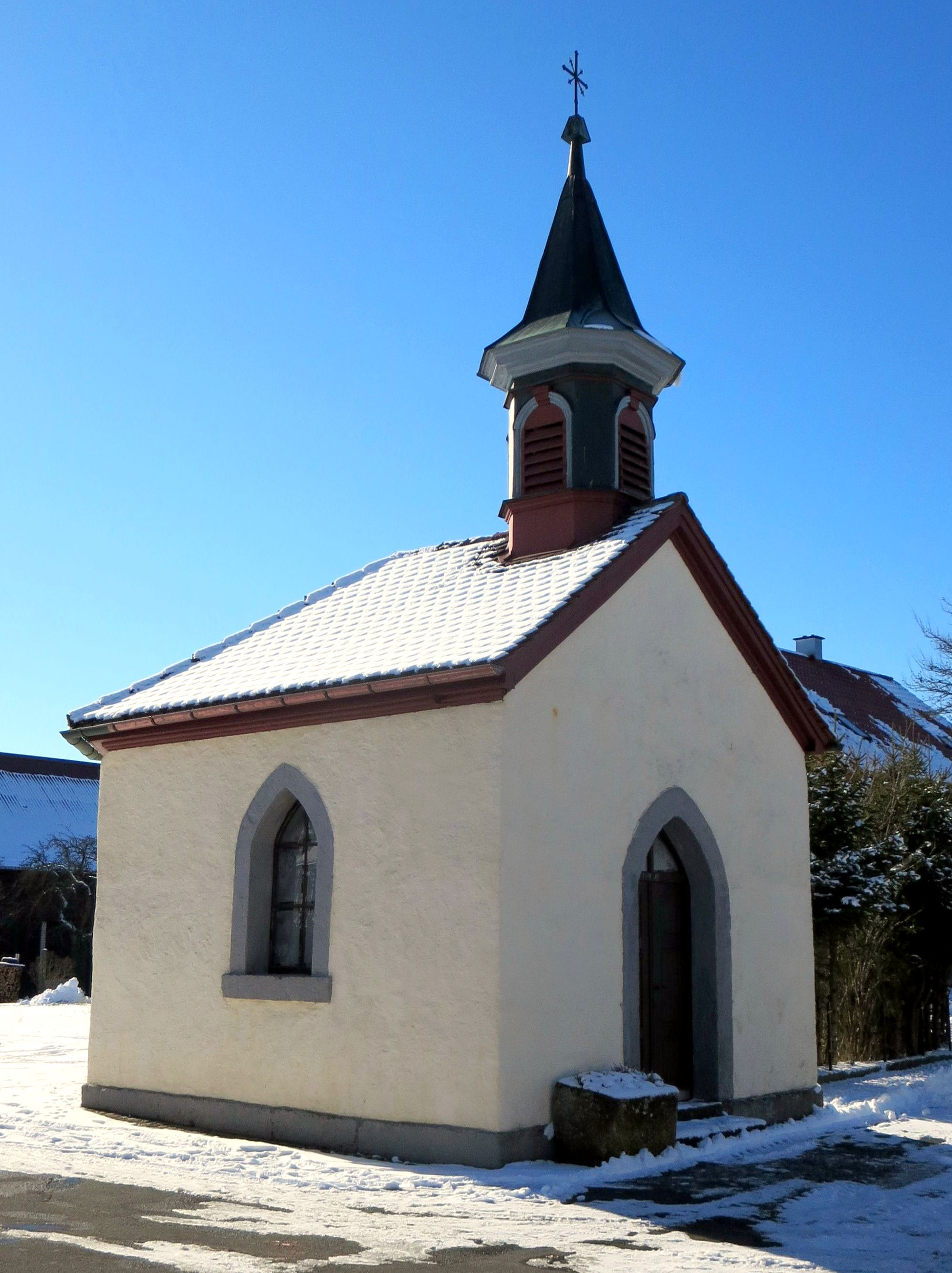
Katholische Kapelle in Rackersberg – Foto: Otto Pilz

Sehenswert ist die Kapelle, die von den Ortsbewohnern in Eigeninitiative im Jahr 1894 oder 1895 auf Gemeindegrund gebaut wurde, und das Kühloch, eine etwa 1 km nordwestlich gelegene Höhle.▼